# Wrong

Onderdelen van een wapen: (1) Schild (2) Helm (3) Dekkleden (4) Wrong (5) Helmteken

Een wrong is in de heraldiek de opgerolde doek tussen de helm en het helmteken, die op het wapenschild geplaatst zijn. Een wrong was oorspronkelijk een rol van twee ineengedraaide repen stof, gevuld met haar of wol, aangebracht boven op de helm om vijandelijke slagen te breken.

## Geschiedenis
Op het wapen van Ottokar I, de markgraaf van Stiermarken (1157), wordt de wrong afgebeeld als een om de helm gebonden sjaal, met beide uiteinden naar achteren fladderend. Met de ontwikkeling van het dekkleed rondom het schild ontwikkelde de wrong zich tot een opgerolde doek, gevuld met (paarden)haar of wol. De wrong werd uiteindelijk in Nederland zo algemeen toegepast dat zij zelfs de kroon verdrong.
In Engeland was het vroeger voor iedereen onder de stand van ridder verboden om een wrong te voeren.

adelaar · Agnus Dei · alliantiewapen · andreaskruis · ankerkruis · armoriaal · baldakijn · barensteel · bezant · Bourgondisch kruis · brisure · cartouche · centaur · cordelière · dekkleed · dorpsvlag · dorpswapen· drieberg · dubbelkoppige adelaar · dwarsbalk · fleur de lis · fleuron · Friese adelaar · gaande leeuw · gecarteleerd · Gelderse leeuw · gepaald · gravenkroon · groot wapen · griffioen · hartschild · helmkroon · helmteken · heraldische kleur · herautstuk · hermelijn · hoed · Hollandse tuin · huismerk · Jeruzalemkruis · karbonkel · keizerskroon · keper · koek · kromstaf · kroon · krukkenkruis · kwartier · kwartileren · kwartierzoom · leeuw · markiezenkroon · merlet · molenijzer · motto · muurkroon · nassaublauw · natuurlijke kleur · Nederlandse leeuw · Nederlandse Maagd · ombrellino · ordeketen · palen · pentagram · pijlenbundel · raadselwapen · raaf · respectant · riddertoernooi · rijksbanier · rijkskleuren · rijksstandaard · rijkswapen · roos · Rudolfinische keizerskroon · Saksenros · Saladins Adelaar · scharlakenrood · schildhoofd · schildhouder · schildvoet · schildzoom · schoof · schuinbalk · schuinstreep sinister · sinister · sleutels van Petrus · socialistische heraldiek · sprekend wapen · stadskleuren · standaard · stedenmaagd · ster · tinctuur · vair · vermeerdering · vlag · vorstenhoed · vrijheidshoed · vrijkwartier · vrouwenwapen · wapen · wapenbelasting · Wapenboek Beyeren · Wapenboek Gelre · wapenbord · wapendiploma · wapendier · wapenkast · wapenkoning · wapenmantel · wapenrecht · wapenrol · wapenstier · wapentent · wassende en afnemende maan · Waterlandse zwaan · Westfriese boomwapens · wildeman · wolfsangel · wrong